# Sportvereinigung Ried von 1912 2014-2015
Questa voce raccoglie le informazioni riguardanti il Sportvereinigung Ried von 1912 nelle competizioni ufficiali della stagione 2014-2015.

## Rosa
| N. |                          | Ruolo | Calciatore         |
| -- | ------------------------ | ----- | ------------------ |
| 1  | Germania (bandiera)      | P     | Thomas Gebauer     |
| 2  | Austria (bandiera)       | D     | Stefan Lainer      |
| 4  | Austria (bandiera)       | C     | Marcel Ziegl       |
| 5  | Austria (bandiera)       | D     | Bernhard Janeczek  |
| 6  | Germania (bandiera)      | C     | Denis Streker      |
| 7  | Austria (bandiera)       | C     | Kevin Brandstätter |
| 8  | Austria (bandiera)       | C     | Gernot Trauner     |
| 9  | Austria (bandiera)       | A     | Julius Perstaller  |
| 10 | Austria (bandiera)       | C     | Thomas Murg        |
| 11 | Germania (bandiera)      | D     | Oliver Kragl       |
| 15 | Austria (bandiera)       | D     | Julian Baumgartner |
| 16 | Liechtenstein (bandiera) | C     | Michele Polverino  |
| 17 | Croazia (bandiera)       | C     | Petar Filipović    |
| 19 | Austria (bandiera)       | A     | Thomas Fröschl     |

| N. |                     | Ruolo | Calciatore            |
| -- | ------------------- | ----- | --------------------- |
| 20 | Austria (bandiera)  | C     | Dieter Elsneg         |
| 21 | Austria (bandiera)  | D     | Emrah Krizevac        |
| 22 | Austria (bandiera)  | D     | Harald Pichler        |
| 23 | Austria (bandiera)  | C     | Gabriel Schneider     |
| 24 | Austria (bandiera)  | D     | Thomas Burghuber      |
| 25 | Austria (bandiera)  | C     | Patrick Möschl        |
| 26 | Austria (bandiera)  | A     | Luca Mayr             |
| 28 | Austria (bandiera)  | D     | Thomas Reifeltshammer |
| 29 | Austria (bandiera)  | A     | Jakob Kreuzer         |
| 30 | Austria (bandiera)  | P     | Lorenz Höbarth        |
| 31 | Germania (bandiera) | A     | Denis Thomalla        |
| 33 | Austria (bandiera)  | C     | Clemens Walch         |
| 34 | Austria (bandiera)  | P     | Reuf Durakovic        |
| 39 | Spagna (bandiera)   | A     | Manuel Gavilán        |